# Conflicto entre Guatemala y México de 1842 y 1882
El Conflicto México-Guatemala de 1842 y 1882 se refiere a los hechos ocurridos entre ambos países, por cuestiones territoriales, desde la disolución del Primer Imperio Mexicano y las Provincias Unidas del Centro de América, que llevó a la ocupación militar de algunos territorios disputados por los ejércitos de Guatemala y México en diferentes épocas, 1840, 1841, 1843, 1856-1858, finalizando con el tratado de límites de 1882 entre México y Guatemala.

## Colonia

### La Capitanía General de Guatemala y el Soconusco
La Capitanía General de Guatemala, fue un entidad territorial integrante del Imperio Español, dentro del Virreinato de Nueva España, establecida por la Corona española. De 1812 a 1814 y de 1820 a 1821 el territorio, al igual que todo el Reino de España bajo la Constitución de Cádiz, estuvo dividido en provincias que no estaban subordinadas entre sí en lo político, aunque en lo militar y en lo judicial sí.
En 1821 las cinco provincias (Provincia de Ciudad Real de Chiapas, Provincia de Guatemala, Provincia de San Salvador, Provincia de Comayagua y Provincia de Nicaragua y Costa Rica), aprovechando la emancipación de México, proclamaron su independencia de España. Al año siguiente la mayoría de ellas se unió al Primer Imperio Mexicano.
Debido a la riqueza de la zona, el territorio de Chiapas y su provincia del Soconusco inicialmente se organizó por Real Cédula de 1526 como Gobernación de Soconusco, categoría reservada a zona de interés, dependiente de la Audiencia de México desde 1529. Para su desarrollo y provisión, en un primer momento fue adscrita directamente a la Corona. En 1533, fue trasladada a la jurisdicción a la Capitanía General de Guatemala, la capital se estableció en la Villa de Soconusco, que era la población mayor, contando con 200 vecinos españoles. En 1543 se inicia la evangelización, con una expedición de 45 dominicos organizada por Fray Bartolomé de las Casas, que envió al Soconusco a Fray Tomás Casillas, Fray Juan Guerrero, Fray Diego Hernández, Fray Luis de Cuenca, Fray Francisco de Quezada y al lego Fray Juan Díaz. La muerte de fray Luis de Cuenca y la enfermedad del resto provocaron su traslado a Quetzaltenango.
En 1545 la villa de Soconusco cayó en ruina y sus habitantes se mudaron al pueblo de Azolocoalco y después a Huehuetán, que se convirtió en la nueva capital de la Gobernación. El 20 de enero de 1553, el Rey Felipe II decide que la Gobernación pase a depender en lo jurisdiccional de la Gobernación de Nicaragua y en lo eclesiástico de Guatemala. En 1563 se adscribió a la Real Audiencia de Panamá, que absorbió a la de Guatemala, aunque en 1565 se trasladó la jurisdicción a la Real Audiencia de México hasta que en 1569 retornó a Guatemala. El período colonial desde el siglo XVII se caracteriza por la decadencia del Soconusco, debido al aislamiento, la despoblación y la inestabilidad social que desemboca en sucesivas revueltas: los lacandones ante la cristianización, los zoques de Tuxtla a finales del siglo XVII o el gran alzamiento de los pueblos tzeltales iniciado en Cancuc en 1712 y cuyos efectos se extendieron durante gran parte del siglo XVIII.

### Intendencia de Ciudad Real de Chiapas
En 1700 la capital de la Gobernación de Soconusco fue trasladada a Escuintla que la pierde en 2005.

### Intendencia de Guatemala
Desde 1785 se implementa el sistema de Intendencias en la Capitanía General de Guatemala. Ya que En el caso de la Gobernación de Soconusco, el 20 de septiembre de 1786 es fusionada con las Alcaldías Mayores de Tuxtla y Ciudad Real para formar la Intendencia de Ciudad Real de Chiapas

mapa del Virreinato de Nueva España y el Reino de Guatemala donde se ve a Chiapas como parte del Reino en 1819.

En 1790, como consecuencia de la Visita de José Gálvez  Nueva España (incluyendo Guatemala), se fusionan las dos Alcaldías Mayores chiapanecas formando la Intendencia de Ciudad Real de Chiapas, que es dividida en tres Partidos (Ciudad Real, Tuxtla y Soconusco) y pasa a depender de la Capitanía General de Guatemala. El Partido de Soconusco se dividió en cinco curatos que abarcaba 20 pueblos, La capital, Tapachula, se convirtió en sede de una de las 12 subdelegaciones de la Intendencia de Chiapas. En 1792 la capital retorna a Escuintla, pero los estragos causados en 1794 la despoblaron a favor de Mapastepec, Huhuetán y Tapachula.  El 23 de mayo de 1794 Tapachula fue establecida como capital del Soconusco e inicio así su crecimiento.

### Constitución de Cádiz
En 1812, las Cortes de Cádiz, dentro del proceso de reorganizaron de los territorios españoles, suprimieron el Reino de Guatemala instaurando el sistema de Diputaciones, por lo que respecta al Soconusco, el 2 de septiembre, fue incorporado dentro de la Provincia de Guatemala (junto al resto de Chiapas, Honduras y El Salvador), con su propio Jefe Político. Entre 1814 y 1820, la llamada Reacción Fernandina o Sexenio Absolutista, eliminó las Diputaciones, restaurando el sistema intendental anterior.
La recuperación de la Constitución española de 1812 con ocasión del Trienio liberal entre 1820 y 1823, hizo resucitar la división política de 1812-1814, con lo cual Soconusco quedó nuevamente dentro de la Provincia de Guatemala. Sin embargo, una ley de las Cortes dispuso en 1821 que todas las Intendencias quedaran erigidas en provincias, con lo cual el territorio del antiguo reino de Guatemala quedó dividido en cuatro provincias que no estaban subordinadas entre sí:
- Provincia de Ciudad Real de Chiapas, en la que se incluye el Soconusco;
- Provincia de Guatemala, en la que se incluye El Salvador;
- Provincia de Comayagua, (aproximadamente la actual Honduras) y
- Provincia de Nicaragua y Costa Rica.

## Independencia

### Independencia de España
A lo largo de 1821, cuando la Guerra de Independencia de México estaba a punto de finalizar con la entrada del Ejército Trigarante en Ciudad de México, las diferentes villas de la región, aprovechando la coyuntura y sin haber combatido, van proclamando su independencia, tanto de España como de Guatemala o Chiapas, según el caso:
- El 28 de agosto de 1821, Fray Matías de Córdova y Ordóñez, encabezando a las autoridades de Comitán, se adhiere al Plan de Iguala y proclama su independencia de España y de Guatemala.
- El 3 de septiembre de 1821, Ciudad Real de Chiapas, capital de la provincia de Chiapas, proclama la independencia de España y Guatemala y su incorporación a México.
- El 5 de septiembre, San Marcos proclama la independencia de España y Guatemala y su incorporación a México.
- El 23 de octubre de 1821, Bartolomé de Aparicio, alcalde de Tapachula, proclama la independencia de España y de Guatemala y promueve su incorporación a México.[2]

### Incorporación a México
El 15 de septiembre de 1821, la Provincia de Guatemala declaró su independencia y, como consecuencia de la adhesión al Plan de Iguala, los territorios chiapanecos, incluido el Soconusco, se incorporarán al Imperio de México. El 23 de octubre de 1821 Bartolomé de Aparicio, alcalde de Tapachula, proclama la independencia de España y promueve su incorporación a México. El 16 de enero de 1822 se decretó en el marco del Plan de Iguala y los Tratados de Córdoba, la incorporación de la antigua Capitanía de Guatemala a México:

"se declara incorporada para siempre en el imperio. En cuya virtud gozara de los derechos y prerrogativas que corresponden a las demás provincias mexicanas"
Agustín I, Emperador de México

.

### Disolución del Primer Imperio Mexicano
La disolución del Congreso por Agustín I de Iturbide el 31 de octubre de 1822 y la creación de la Junta Instituyente para elabora una Constitución, fue el detonante del proceso que concluyó en la disolución del Primer Imperio Mexicano. En diciembre de 1822, el general Antonio López de Santa Anna realiza un pronunciamiento contra Agustín I, que desemboca, aliado con Guadalupe Victoria en la proclamación del Plan de Veracruz el 6 de diciembre de 1822, que aboga por la reapertura del Congreso. El 24 de enero de 1823 se adhieren al Plan de Veracruz Vicente Guerrero y Nicolás Bravo.
Iturbide envía contra Santa Anna al General Echeverri, que sin embargo llega a un acuerdo con Santa Anna, proclamando el 1 de febrero de 1823 el Plan de Casamata. La presión contra Iturbide lleva a este a reinstaurar el Congreso, y el 19 de marzo de 1823 Iturbide abdica ante el Congreso, abandonando la capital el 22 de marzo.

#### Independencia de Chiapas
Ante la previsible convocatoria de un Congreso Constituyente mexicano, los partidarios de la independencia de las provincias del antiguo Reino de Guatemala, buscando su beneficio personal, consiguen que el Jefe Político Superior Vicente Filísola (1822 - 1823), nombrado por el Imperio Mexicano, convoque un Congreso de las provincias centroamericanas. El 3 de mayo de 1823, se lleva a cabo una consulta popular en que Chiapas y el Partido del Soconusco aboga por la unión a México, razón por la que a la apertura de la Asamblea Nacional Constituyente en la ciudad de La Nueva Guatemala de la Asunción, el 24 de junio de 1824, no asiste Chiapas.
Guatemala opta entonces por ocupar militarmente la región y el Coronel José Pierson el 21 de mayo de 1823 ocupó Tapachula y otros pueblos. Aunque se produjeron alzamientos locales,  como el de José Llauger, sacerdote de Tapachula con apoyo de manuel José Evereardo, párroco de Escuintla las tropas guatemaltecas se mantienen hasta finales de 1823. Por su parte, Manuel José de Rojas, Gobernador de Chiapas, pidió ayuda a México para expulsar a los invasores guatemaltecos. México envió al General Juan Pablo Anaya, aunque, siempre indulgente, con instrucciones de permanecer en Tonalá evitando en lo posible los choques armados. Finalmente, se llegó al acuerdo de observar por ambas partes la neutralidad del Soconusco, lo que conllevó la evacuación guatemalteca y la no ocupación mexicana.
El 30 de junio de 1824 se realiza la convocatoria oficial del Congreso Constituyente de México, lo que supone la ruptura de las condiciones por las que las Provincias de Centroamérica se habían integrado en el Imperio de México.
Como consecuencia, el 1 de julio de 1824 las cuatro Provincias presentes proclaman que:

”las provincias representadas en esta Asamblea son libres e independientes de la antigua España, de México y de cualquiera otra potencia; y que no son ni deben ser patrimonio de persona ni familia alguna”
Asamblea Nacional Constituyente de las Provincias Unidas del Centro de América

.
Y se constituyen en una nueva República Federal, con el nombre de Provincias Unidas del Centro de América. La situación jurídico-constitucional de Chiapas (y del Soconusco) permanece incierta, debido a no haberse aun realizado las elecciones en Chiapas, y a la proclamación de la Constitución Federal de los Estados Unidos Mexicanos el 4 de octubre de 1824 no hay aun resultados de las elecciones.

#### Secesión del Soconusco

Bandera de la provincia del Soconusco cuando pertenecía a Guatemala.

Mientras se preparan las elecciones que determinarían la incorporación de Chiapas a México o Guatemala, el 24 de julio de 1824 Tapachula, capital de la región, declara la separación del Partido del Soconusco de la Provincia de Chiapas, y por tanto de México, anunciando su incorporación a las Provincias Unidas de Centroamérica declarando en Acta Pública:

"... que el partido de Soconusco se separaba de Chiapas y determinaba formar parte del Supremo Gobernante de las Provincias Unidas de Centroamérica..."
Ayuntamiento de Tapachula Acta Pública de separación de El Soconusco

.
Con base en esa Acta de Tapachula, el 18 de agosto de 1824 la Asamblea Nacional Constituyente de las Provincias Unidas del Centro de América emite un Decreto por el que declara la incorporación del Partido de Soconusco como parte del Estado de Los Altos.

### Invasión guatemalteca al Soconusco
1825: Ocupación del Soconusco por tropas guatemaltecas Desde 1824, tras la anexión de Chiapas al Estado mexicano, surgieron disputas entre México y Guatemala por la posesión del Soconusco. Dicho territorio se convirtió entonces en uno de los asuntos más importantes de los gobiernos de los dos países, así
como en una de las fuentes de conflicto más significativas. El gobierno de Centroamérica asumió una actitud beligerante y, hacia mediados de 1825, en respuesta a los reclamos del gobierno chiapaneco de tener jurisdicción sobre el distrito del Soconusco, tropas guatemaltecas ocuparon dicho territorio con la
consigna de respetar la frontera. México advirtió que enviaría una fuerza expedicionaria, por lo
que un clima de hostilidad se apoderó de la región fronteriza. Durante varios meses, el estallido de la guerra entre México y Guatemala por la situación del Soconusco estuvo latente. Los dos países estuvieron dispuestos a envolverse en un enfrentamiento militar con tal de reivindicar sus presuntos derechos sobre aquel
territorio.
1832: Ocupación del Soconusco por tropas guatemaltecas
,muevan la atención paternal, y que dirijan la vista ácia „Soconusco, poniéndole fin «sus ansias. No puede V.figu-
,rarse Sr. secretario, en el momento en que pongo esta, co-
»to están los ánimos de los vecinos de esta población, apo- »yándose á mípara hacer que manifieste su amarga situación, confiando enteramente en mí lo haga todo presente; pero es ,imposible pueda yo, con la cortedad de mis expresiones, lle- „nar los deseos de mis conciudadanos; por cuyo motivo repi- ,to á V. se sirva, por la sencillez con que hablo, interpretar
„cuanto pudiera decirle en j'avor de los que se valen de mi pa- »ra manifestar sus sentimientos, no dudando que en esta oca-. „sion concluyan nuestras penalidades y que unidos gritemos y „pregonemos la beneficencia de nuestros protectores." ¿Se quie- re todavía una manifestación mas clara y expresiva que es- ta? ¿podrá dudarse cuál fuese el sentido natural de esta petición en ocasión en que los habitantes de Soconusco que en 1832 habían visto y sufrido tanto con motivo de la invasion que hicieron en su territorio las tropas de Guatemala
1838: Ocupación del Soconusco por tropas guatemaltecas
1838 habían vuelto á sufrir otra pequeña incursion, se veian amagados de nuevo por cerca de 300 hombres que estaban tocando sus límites y que les exigian la entrega de 1.200 ps., fusiles, lanzas, &c? Su objeto era redimirse de estas vejaciones, y se acogían al que creían podía protegerlos, impartiéndoles auxilio: esta es la exposición del alcalde de Tapachula, y su tenor indica el juicio que de ella debe formarse.
Pero de este estado verdaderamente lamentable en que

#### Incorporación de Chiapas a México
Ni el Soconusco ni el resto de Chiapas habían participado inicialmente en el movimiento separatista, pero las maquinaciones de los terratenientes tradicionales, llevan a que el 24 de octubre de 1824 se proclame el Plan de Chiapas Libre, cuya parte principal establece que:

"Chiapas es libre e independiente de México y de las Provincias Unidas de Centroamérica, hasta que decida su federación a uno de estos países limítrofes con ella y de quienes se haya invitada ..."
Plan de Chiapas Libre 

.
El 12 de septiembre de 1824, se realiza la consulta popular, y el 14 de septiembre de 1824 la Junta Provisional de Chiapas aprueba un Acta de Proclamación en la que se hace solemne proclamación de “Federación del Estado Libre de Chiapas” a la República Mexicana, señalando que:

" los chiapanecos decidieron libre y voluntariamente, votar para federarse y formar definitivamente parte de México: Votaron 96,829 a favor de ser parte de México, 60,400 por Guatemala y 15,724 ciudadanos se manifestaron neutrales."
Junta Provisional de Chiapas Acta de Federación del Estado libre de Chiapas a la República Federal de México

La Provincia de Ciudad Real de Chiapas, con el nombre de Estado de Chiapas, quedó definitivamente integrada a México en 1824, con excepción de Soconusco, que se mantuvo en su situación hasta 1842.

## Situación del Soconusco y el norte del Petén
Ante la inestabilidad, el alcalde de Tapachula, se dirige el 18 de mayo de 1840 al Gobierno de México pidiendo ayuda, ya que la región:

"... que se encuentra en completo abandono, expuesto a todos los peligros y las mil penalidades, acogiéndose a la protección del Gobierno de la Nación Mexicana para que por fin le preste el auxilio que tan menester lo es en estas circunstancias, y poner fin a tantos males como se han desatado sobre esta demarcación..."

.
Aunque Anastasio Bustamante, Presidente de México (1839–1841), era partidario de ello, los sucesos internos mexicanos como la guerra de los Pasteles, el Pronunciamiento Federal del 15 de julio de 1840, la rebelión federalista del Plan de Tacubaya el 28 de septiembre de 1841 y su deposición el 11 de octubre de 1841 por el movimiento del Plan de Huejotzingo, encabezado por Santa Anna, se lo impidieron.
A pesar de los problemas internos mexicanos, las tropas acantonadas en Ciudad Real de San Cristóbal bajo el Mando del coronel Juan Aguayo ocupan Tapachula y la Región del Soconusco en septiembre de 1842, Guatemala protestó y no aceptó la ocupación del soconusco, aduciendo a que era su territorio desde la separación de Chiapas. Fue por esto que en ese mismo año Guatemala, que ya era una república separada de la República Federal de Centro América, publicó la Acta de reclamación el 12 de septiembre de 1842, y en ella decía;

"Con no pequeña sorpresa ha sabido el gobierno de este estado que una división de tropas mexicanas ha invadido y ha ocupado el territorio del soconusco y su deber exige hacer las reclamaciones que da a lugar un procedimiento tan inesperado y tan nada merecido que viola los derechos de Centroamérica ataca su independencia y rompe los vínculos existentes con el gobierno que ve y expone la seguridad de los pueblos limítrofes"

.
Guatemala se limitó a la reclamación, las consultas se suceden, definiéndose en pro de la unión a Chiapas y, por ende, a México. El 10 de agosto de 1840, Escuintla levanta Acta promexicana, el 15 de agosto lo hará Tapachula y el 18 de agosto Tuxtla Chico. Finalmente, el 11 de septiembre de 1842 se firma el Decreto de incorporación del Soconusco en que se establece:

"Primero. El Distrito del Soconusco queda unido irrevocablemente al departamento de las Chiapas y consiguientemente a la Nación Mexicana.

Segundo: "El Distrito de Soconusco forma una prefectura del departamento de las Chiapas, cuya capital será la Villa de Tapachula, que se eleva desde hoy al rango de Ciudad".
Antonio López de Santa Anna,  presidente provisional de la República Mexicana

.

## El Tratado de Límites con Guatemala

Propuesta de frontera entre México y Guatemala, por parte del gobierno Guatemalteco.

En 1881 se plantean problemas con Guatemala cuando su presidente Justo Rufino Barrios reclama las tierras del Soconusco y Chiapas. La postura inicial del Gobierno de México es no aceptar discusión sobre sus derechos en esa región. Sin embargo, a partir de 1882 se inicia el diálogo para resolver el problema de límites, con conversaciones entre Matías Romero y Justo Rufino iniciadas en El Malacate en la Hacienda de Barrios en Soconusco (donde ambos tenían posesiones), donde decidieron acudir a arbitraje de Estados Unidos. Guatemala manifestó su inconformidad por la anexión de Chiapas y el Soconusco.
El Convenio Preliminar se firmó en Nueva York, el 12 de agosto de 1882, y en él se establecía que:

"la República de Guatemala prescinde de la discusión que ha sostenido acerca de los derechos que le asisten al territorio de Chiapas y su departamento de Soconusco"

Por lo que la posición de México queda bien sentada en cuanto a sus derechos de esos territorios. El Tratado de Límites definitivo se firmó en Ciudad de México el 27 de septiembre de 1882. En su primer artículo dispone que:

"La República de Guatemala renuncia para siempre los derechos que juzga tener sobre el territorio del Estado de Chiapas y de su Distrito de Soconusco, y en consecuencia, considera dicho territorio como parte integrante de los Estados Unidos Mexicanos"

.
En cuanto al trazado de la frontera propiamente dicho, México y Guatemala estuvieron de acuerdo en utilizar líneas rectas entre los puntos clave conocidos y aceptados por ambos países, aunque los trabajos de medición y delimitación se concluyeron hasta 1902. En el Soconusco, Guatemala avanzó hasta el río Suchiate y recibiendo México la comarca de Motozintla.

### 1882
En 1882, desde el norte del Petén, los guatemaltecos lanzaron una serie de ataques al territorio mexicano, siendo estos repelidos. Posteriormente, el territorio fue ocupado por fuerzas militares mexicanas meses antes de la firma del tratado de límites hasta el paralelo 18, en el poblado de San Antonio, al norte del Petén y se declaró al territorio posesión de Campeche. El entonces jefe político del departamento del Petén, Ignacio García Salas, quien inicialmente había lanzado los ataques debido a que deseaba extender sus propiedades para el cultivo del henequén, quiso hacer evacuar de los territorios a las tropas mexicanas alegando que pertenecían a Guatemala no contando con las fuerzas suficientes, las pidió a Guatemala, llegaron al Petén y El entonces jefe político del departamento del Petén, Ignacio García Salas, quien inicialmente había lanzado los ataques debido a que deseaba extender sus propiedades para el cultivo del henequén, quiso hacer evacuar de los territorios a las tropas mexicanas alegando que pertenecían a Guatemala no contando con las fuerzas suficientes